# ديفيد ألان غور
ديفيد ألان غور (بالإنجليزية: David Alan Gore) هو قاتل متسلسل أمريكي، ولد في 21 أغسطس 1953 في فلوريدا في الولايات المتحدة، وتوفي في 12 أبريل 2012.